# Ваља Шапартокулуј (Муреш)
Ваља Шапартокулуј (рум. Valea Șapartocului) насеље је у Румунији у округу Муреш у општини Албешти. Oпштина се налази на надморској висини од 441 m.

## Становништво
Према подацима из 2002. године у насељу је живело 223 становника.

### Попис2002.
| Расподела становништва по националности 2002.‍ | Расподела становништва по националности 2002.‍ | Расподела становништва по националности 2002.‍ | Расподела становништва по националности 2002.‍ | Расподела становништва по националности 2002.‍ |
| --------------------------------------------- | --------------------------------------------- | --------------------------------------------- | --------------------------------------------- | --------------------------------------------- |
|                                               |                                               |                                               |                                               |                                               |
| Румуни                                        | Румуни                                        |                                               | 59                                            | 26,7%                                         |
| Роми                                          | Роми                                          |                                               | 162                                           | 73,3%                                         |